# Altenpleen
Altenpleen ist eine Gemeinde nordwestlich von Stralsund im Landkreis Vorpommern-Rügen. Die Gemeinde wird vom Amt Altenpleen mit Sitz in der Gemeinde Altenpleen verwaltet.

## Geografie und Verkehr
Altenpleen befindet sich etwa 14 km nordwestlich von Stralsund und etwa 16 km östlich von Barth. Der Ortsteil Nisdorf liegt am Grabow. Die Gemeinde liegt in der nördlichsten Ecke des Festlandes in Mecklenburg-Vorpommern. Das Gemeindegebiet ist flach ohne nennenswerte Erhebungen. Westlich von Altenpleen, beim Ortsteil Günz liegt der Günzer See.

## Ortsteile
- Altenpleen
- Günz
- Neuenpleen
- Nisdorf

## Geschichte
Erste Besiedelungen gab es schon in der Jungsteinzeit (3300 v. Chr.). Germanische Stämme lebten hier bis zur Völkerwanderung und verließen im 5. und 6. Jahrhundert wieder die Gegend. Ab dem 7. Jahrhundert war die Gegend slawisch besiedelt.
Das Gebiet gehörte bis ins 14. Jahrhundert zum Fürstentum Rügen und dann zur Stadt Stralsund. Nach dem Dreißigjährigen Krieg bis zum Jahr 1815 gehörte die Gegend zu Schweden und danach zu Preußen.
Die Gemeinde war dann bis 1952 Teil des Landkreises Franzburg-Barth und gehörte danach bis 1994 zum Kreis Stralsund im Bezirk Rostock. Seit 1990 gehört Altenpleen zum Land Mecklenburg-Vorpommern.
Altenpleen und Neuenpleen wurden erstmals 1312 urkundlich erwähnt. Der Name Altenpleen stammt vom slawischen Polene ab und bedeutet so viel wie Bewohner eines freien Feldes, Gefildes.
Nisdorf wurde erstmals 1302 urkundlich erwähnt. Ritter Johannes von Nisdorf (Johannes de Ost de Neslestorp) verschenkte damals einige Ländereien an ein Kloster. Gutsbesitzer waren der Ratsherr Sabel Segefried (ab 1439), die Familie Junge (ab 1455), das Kloster Neuenkamp (ab 1512), die Familien von Rammin (16./17. Jahrhundert), von Hertell (um 1695), Rewoldt und von Zansen-Osten (ab 1858–1945). Das zweigeschossige, sanierte Gutshaus wurde 1898 nach einem Brand in der heutigen Form wieder aufgebaut.

## Wappen, Flagge, Dienstsiegel
Die Gemeinde verfügt über kein amtlich genehmigtes Hoheitszeichen, weder Wappen noch Flagge. Als Dienstsiegel wird das kleine Landessiegel mit dem Wappenbild des Landesteils Vorpommern geführt. Es zeigt einen aufgerichteten Greifen mit aufgeworfenem Schweif und der Umschrift „* GEMEINDE ALTENPLEEN * LANDKREIS VORPOMMERN-RÜGEN“.

## Sehenswürdigkeiten
→ Siehe auch Liste der Baudenkmale in Altenpleen
- Gutshaus (Schloss) Altenpleen aus der 2. Hälfte des 19. Jahrhunderts
- Gutshaus Günz aus dem 19. Jahrhundert vom ehemaligen Klostergut des Klosters St. Annen und Brigitten in Stralsund
- Gutshaus Neuenpleen von um 1880
- Zweigeschossiges Gutshaus Nisdorf vom 19. Jahrhundert; heute Hotel.
- Kranorama, Kranich-Beobachtungszentrum am Günzer See

## Persönlichkeiten
- Wilhelm Jendras (* 1902), Politiker (DBD) und LPG-Vorsitzender
- Walter Krüger (* 11. April 1930 in Altenpleen; † 28. Oktober 2018 in Prohn), Speerwerfer, Silbermedaillen-Gewinner Olympia 1960